# Ardisia thyrsiflora
Ardisia thyrsiflora är en viveväxtart som beskrevs av David Don. Ardisia thyrsiflora ingår i släktet Ardisia och familjen viveväxter. Inga underarter finns listade i Catalogue of Life.